# Great Gidayu
Pour les articles homonymes, voir Masayuki Suzuki et Suzuki (homonymie).
Masayuki Suzuki, également connu sous le pseudonyme de Great Gidayu (グレート義太夫, Gurêto Gidayû), est un acteur et humoriste japonais, né le 26 décembre 1958 à  Tokyo.
Dans L'Été de Kikujiro, film de Takeshi Kitano, il joue le rôle du gros biker barbu.

## Filmographie
- Ikinai (Suicide Bus) (1998)
- L'Été de Kikujiro (1999)